# Меліоризм
Меліори́зм (лат. melior — кращий) — термін, який означає систему поглядів які перебувають між оптимізмом та песимізмом, проте для меліоризму характерною є віра в добро, в постійне покращення наявного становища, в збільшення частки добра.
Меліоризм — ідеалістичний погляд на добро і зло, прихильники якого визнають зло неминучим, але вважають за можливе поступово розширювати сферу добра.
Меліоризм у філософії — віра в те, що прогрес насправді існує і веде до покращення становища людства.